# Johannes Vinther
Johannes Larsen Vinther, född 5 januari 1893, död 24 maj 1968, var en dansk gymnast.
Vinther tävlade för Danmark vid olympiska sommarspelen 1912 i Stockholm, där han var med och tog silver i lagtävlingen i svenskt system. 